# Герцог Безький

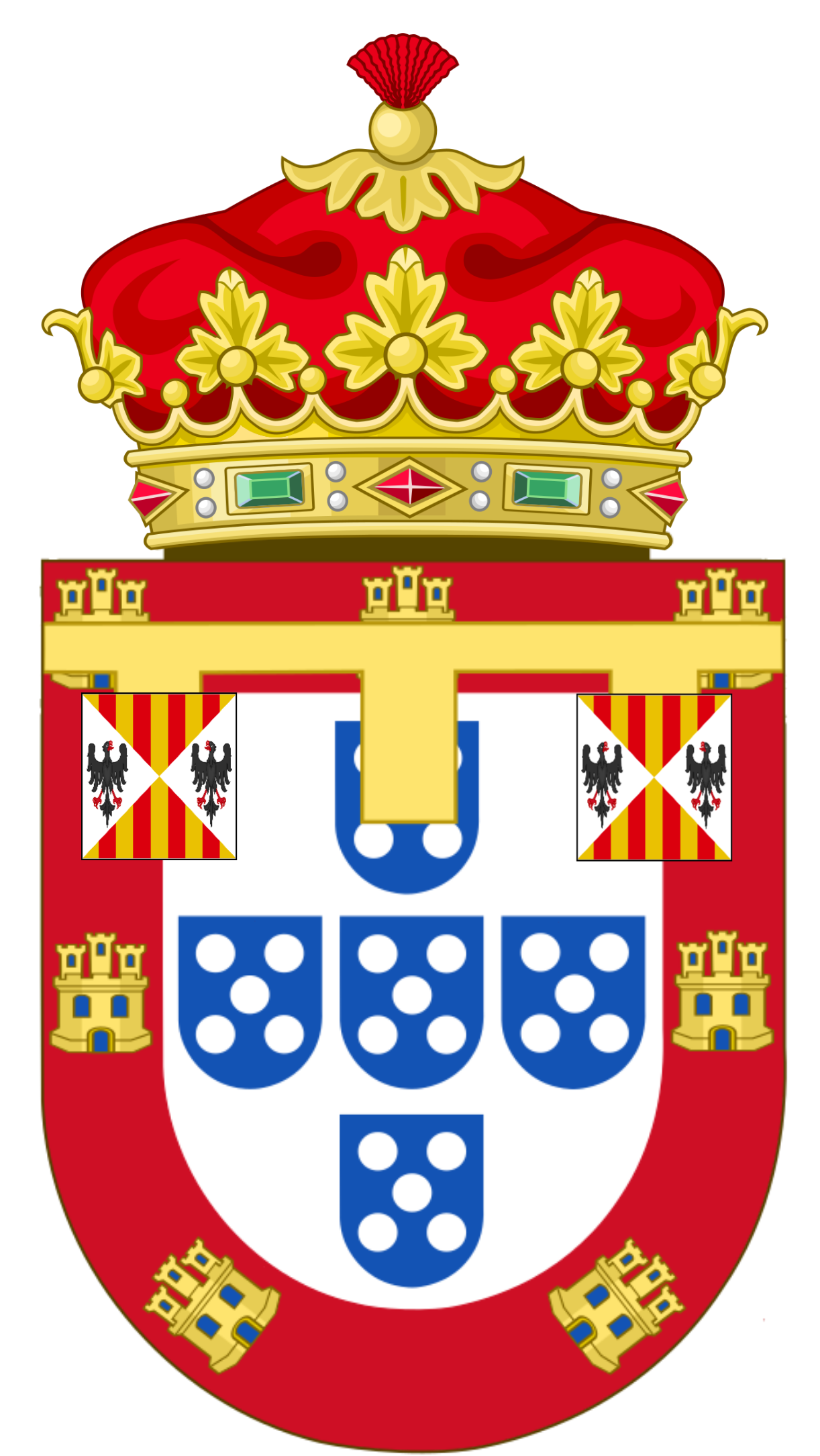
Герб герцогів Безьких

Ге́рцог Безький (порт. Duque de Beja) — шляхетний титул у Португальському королівстві. Заснований 1453 року португальським королем Дуарте для свого третього сина, інфанта Фернанду. Назва титулу походить від португальського міста Бежа. Коли 1495 року наймолодший син Фернанду став португальським королем Мануелом I, титул герцога Безького був інкорпорований до корони, й надався винятково португальським інфантам.

## Герцоги
- 1453—1470: Фернанду, син короля Дуарте.
- 1506—1555: Луїш, син короля Мануела І.